# Planckova krožna frekvenca
Planckova krožna frekvenca (oznaka {\displaystyle \omega _{P}\,}) je izpeljana enota v Planckovem sistemu enot.

## Definicija
Planckova krožna frekvenca se izračuna na naslednji način:
{\displaystyle \omega _{P}={\frac {1}{t_{p}}}={\sqrt {\frac {c^{5}}{\hbar \kappa }}}\,}
kjer je:
- {\displaystyle \omega _{P}\,} Planckova krožna frekvenca
- {\displaystyle t_{P}\,} Planckov čas
- {\displaystyle c\,} hitrost svetlobe v vakuumu
- {\displaystyle \hbar } reducirana Planckova konstanta
- {\displaystyle \kappa \,} gravitacijska konstanta.

## Lastnosti
Planckova krožna frekvenca ima vrednost 
{\displaystyle \omega _{P}\approx 1,85487.10^{43}\,} s−1.